# Vomper Bach
Der Vomper Bach ist ein rund 17 km langer linker Zufluss des Inns in Tirol.

## Verlauf
Der Vomper Bach entspringt im Karwendel am Überschalljoch (1912 m ü. A.), das die Wasserscheide zwischen Isar und Vomper Bach darstellt, und fließt zunächst annähernd parallel zum Inntal von West nach Ost. Im Vomper Loch ändert er seine Richtung nach Süden, fließt durch eine enge Klamm und durchquert die Ortschaft Vomperbach, die er auf die Gemeinden Vomp und Terfens aufteilt. Südlich des Ortsteils Vomperbach mündet er in den Inn.
Im gesamten Verlauf bildet der Bach die Grenze zwischen der Gemeinde Vomp im Norden bzw. Osten und  den Gemeinden Absam, Gnadenwald und Terfens im Süden bzw. Westen.

## Wasserbeschaffenheit
Der Vomper Bach ist im Vomper Loch teilweise von Geröll verdeckt und unsichtbar, ehe er durch eine enge Klamm Richtung Ortsteil Vomperbach fließt, daher kann bis hierhin keine Güteklasse festgestellt werden. Danach bleibt sie aber konstant bei Stufe I, was für ein sauberes Gewässer spricht.

## Gefahren
Das Geröll, das das Bachbett bedeckt, täuscht über das Vorhandensein von darunter fließendem Wasser hinweg und ist gefährlich, weil die Masse leicht ins Rutschen geraten kann. Der Bach bleibt bis zum Ende der Klamm reißend. Kurz vor der Mündung in den Inn wird das Gefälle etwas flacher.

## Stromgewinnung

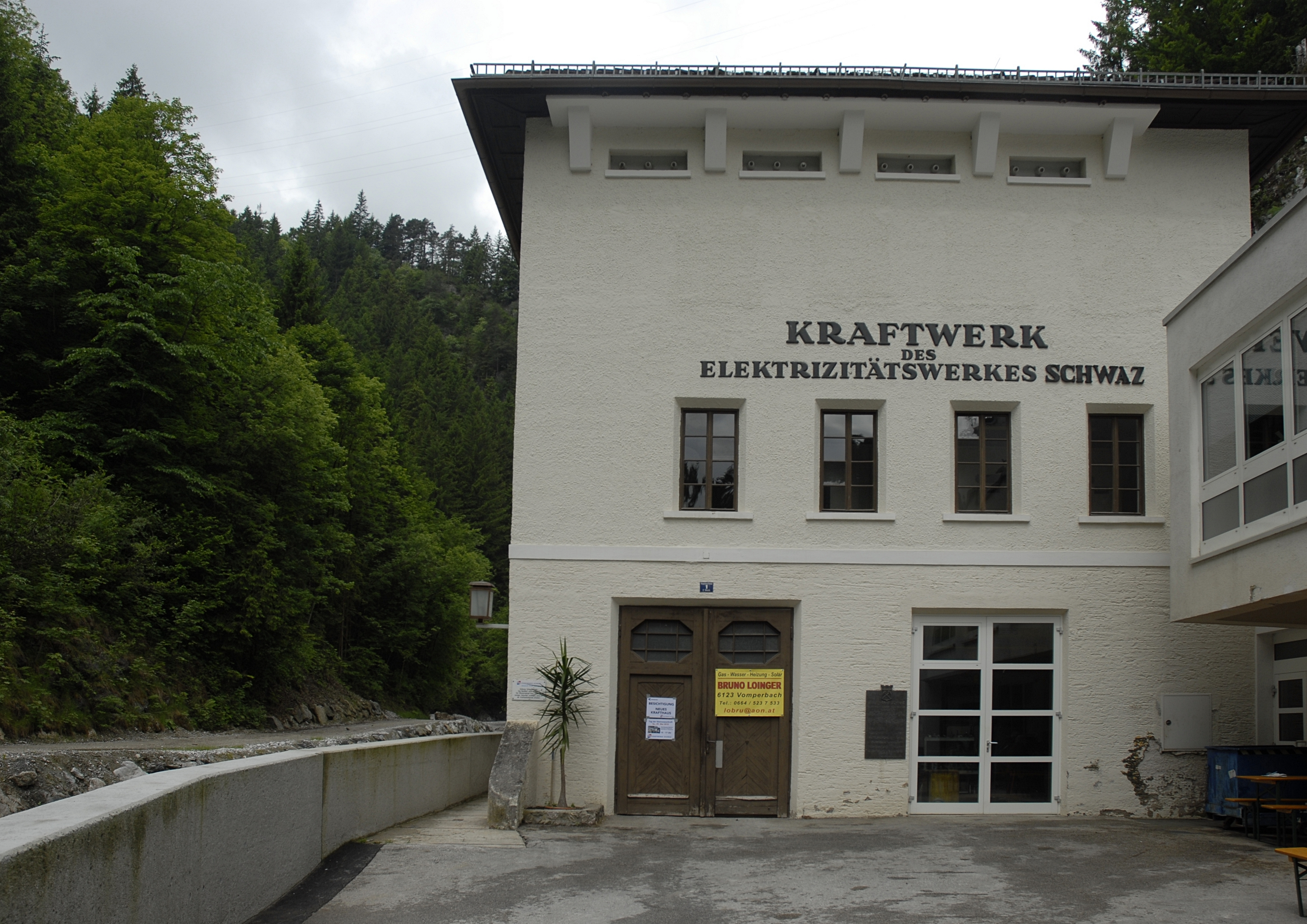
Das obere und größere Kraftwerk

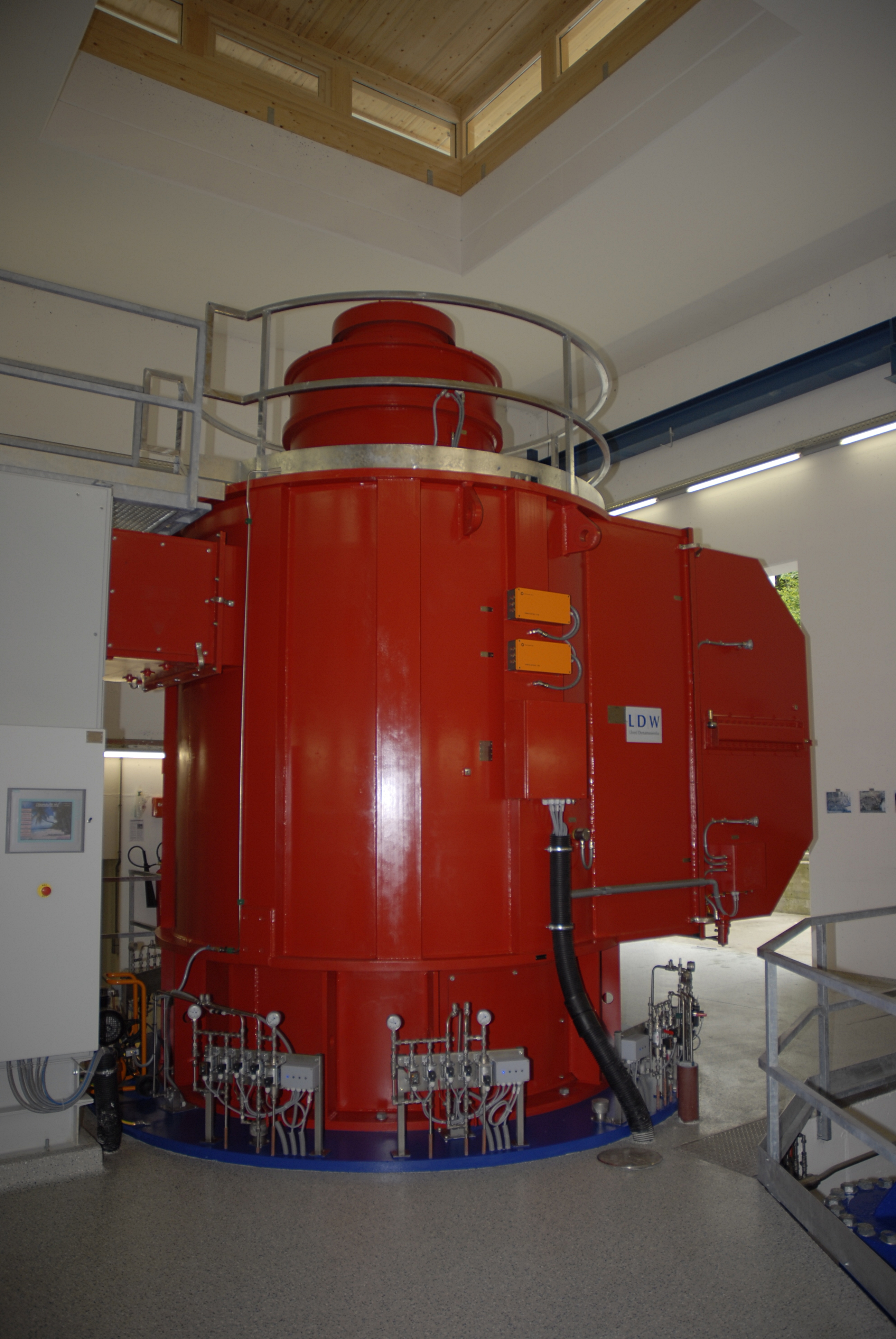
Generator im oberen Kraftwerk

Das Wasser des Vomper Baches wird von den Stadtwerken Schwaz zur Energiegewinnung genutzt. Eine Wasserfassung befindet sich bei der Bollenbachquelle unterhalb der Ganalm (1190 m ü. A.). Ein zweites Mal wird der Bach weiter talauswärts gefasst, wo der Schluchtsteig die Schlucht in Richtung Gasthaus Karwendelrast verlässt. Von diesen beiden Fassungen wird das Wasser zum oberen Kraftwerk abgeleitet. Bei diesem Kraftwerk wird das Wasser des Baches ein drittes Mal gefasst und zum unteren Kraftwerk geleitet. Insgesamt erbringen die Kraftwerke etwa 9.000 kW Leistung.